# Mine de Dipka
La mine de Dipka est une mine à ciel ouvert de charbon située en Inde,,. Elle fait partie du bassin minier de Korba situé au sud de la ville de Korba.